# Serrall de les Cometes
El Serrall de les Cometes és una serra situada entre els municipis de Juncosa i dels Torms a la comarca de les Garrigues, amb una elevació màxima de 565 metres.